# Plaça de Longinos Navàs
La Plaça de Longinos Navàs és una plaça pública de Cabassers (el Priorat) inclosa a l'Inventari del Patrimoni Arquitectònic de Catalunya.

## Descripció
Es tracta d'una plaça de forma aproximadament rectangular que s'obre sobre el carrer Major, entre els del Priorat i del Penedès. Les cases que hi donen són heterogènies, amb portalades interessants a les cases número 2 (1801) i 5 (1825).
El terra és asfaltat, i diverses modificacions han fet perdre el caràcter original a l'indret, que constituïa un conjunt més homogeni que avui.

## Història
Aquest espai sembla que fou dedicat a les sitges del poble, on hom hi emmagatzemava oli i gra. Més tard fou ocupat per edificacions destinades a habitatge dels grans propietaris del poble, en època anterior a la fil·loxera. Amb posterioritat s'han anat fent obres sobre les façanes de les cases, que han desvirtuat el conjunt.